# Blair (Nebraska)
Blair település az Amerikai Egyesült Államok Nebraska államában, Washington megyében, melynek megyeszékhelye is. Lakosainak száma 7790 fő (2020. április 1.).

## Népesség
A település népességének változása:

| 2010 | 7 990 |
| 2020 | 7 790 |